# Donté Stallworth
Donté Lamar Stallworth (Sacramento, 10 novembre 1980) è un ex giocatore di football americano statunitense che ha militato nel ruolo di wide receiver nella National Football League (NFL).

## Carriera

### New Orleans Saints
Al college Stallworth giocò a football a Tennessee. Nel Draft NFL 2002 fu selezionato come tredicesimo assoluto dai New Orleans Saints. Debuttò come professionista l'8 settembre contro i Tampa Bay Buccaneers. Nella sua stagione da rookie segnò 8 touchdown su ricezione ma fu impiegato meno l'anno successivo. Come titolare a tempo pieno nel 2004 fece registrare 767 yard ricevute e 5 touchdown. Nel 2005 ebbe un record in carriera di 70 ricezioni per 945 yard e 7 marcature.

### Philadelphia Eagles
Il 28 agosto 2006 Stallworth fu ceduto ai Philadelphia Eagles per il linebacker Mark Simoneau e una scelta del quarto giro del Draft NFL 2007. Nella prima gara con la nuova maglia, meno di due settimane dopo lo scambio, ricevette 6 passaggi per 141 yard e un touchdown. A causa di un ricorrente problema a un tendine del ginocchio saltò tre partite all'inizio della stagione regolare ma terminò con 725 yard ricevute e 5 touchdown. Problemi ai tendini delle ginocchia lo avrebbero afflitto per tutta la carriera.

### New England Patriots
L'11 marzo 2007 Stallworth firmò con i New England Patriots un contratto di sei anni del valore di 30 milioni di dollari. Fu membro della celebre squadra che terminò la stagione regolare con un record di 16-0, prima di venire sconfitta nel Super Bowl XLII dai New York Giants. Il 22 febbraio 2008 i Patriots optarono per non sfruttare un'opzione sul suo contratto e lo resero free agent.

### Cleveland Browns
Il 1 marzo 2008 Stallworth firmò un contratto da 7 anni del valore di 35 milioni di dollari con i Cleveland Browns. Tuttavia ebbe solo 17 ricezioni per 170 yard e un touchdown nel 2008, prima di essere sospeso per tutta la stagione 2009 dalla NFL per essere stato accusato di omicidio colposo. L'8 febbraio 2010, dopo che la pena fu sospesa dalla NFL, i Browns terminarono il suo contratto.

### Baltimore Ravens
Il 16 febbraio 2010 Stallworth firmò un contratto di un anno del valore di 900.000 dollari con i Baltimore Ravens.
Il 28 agosto 2010 Stallworth si fratturò un piede nella gara di pre-stagione contro i New York Giants. Il capo-allenatore John Harbaugh disse tale infortunio non metteva a rischio l'intera stagione. La prima ricezione con i Ravens la fece registrare contro i Carolina Panthers. Concluse l'annata con due sole ricezioni per 82 yard.

### Washington Redskins
Stallworth firmò un contratto di un anno con i Washington Redskins il 29 luglio, 2011. L'8 novembre 2011 fu svincolato. Il 15 novembre 2011 rifirmò con la squadra dopo che il wide receiver Leonard Hankerson e il defensive end Kedric Golston erano stati inseriti in lista infortunati. Nella settimana 11 segnò un touchdown contro i Dallas Cowboys che permise ai Redskins di andare ai tempi supplementari. La sua stagione terminò con 22 ricezioni per 309 yard e 2 marcature.

### Ritorno ai Patriots
Il 19 marzo 2012 Stallworth firmò per fare ritorno ai Patriots. Il 27 agosto 2012 fu svincolato. Il 3 dicembre 2012 rifirmò dopo che il wide receiver Julian Edelman si era fratturato un piede. L'11 dicembre fu inserito in lista infortunati per un problema a una caviglia dopo avere disputato una sola gara, in cui aveva segnato un touchdown da 63 yard.

### Ritorno ai Redskins
Stallworth rifirmò con i Redskins il 12 giugno 2013. Il 26 agosto 2013 fu svincolato.

## Palmarès

### Franchigia
- American Football Conference Championship: 1

New England Patriots: 2011

### Individuale
- PFWA All-Rookie Team - 2002